# グランディハウス
グランディハウス株式会社（英: Grandy House Corporation）は、栃木県宇都宮市に本社を置く不動産会社である。北関東を中心に事業展開している。

## 沿革
- 1991年4月 - 新日本開発株式会社を設立。
- 1999年11月 - 社名を新日本グランディ株式会社に変更。
- 2004年1月 - 現社名に変更。
- 2005年12月 - 東京証券取引所2部に上場。
- 2008年4月 - 栃木県とネーミングライツ契約を締結、栃木県子ども総合科学館の愛称が「わくわくグランディ科学ランド」となる
- 2011年12月6日 - 東京証券取引所1部へ指定替え。

## グループ企業
- 茨城グランディハウス株式会社
- 群馬グランディハウス株式会社
- 千葉グランディハウス株式会社
- 神奈川グランディハウス株式会社
- 株式会社中古住宅情報館
- ゼネラルリブテック株式会社
- グランディリフォーム株式会社